# Síugrás a 2002. évi téli olimpiai játékokon
A 2002. évi téli olimpiai játékokon a síugrás versenyszámait február 10. és 18. között rendezték Salt Lake Cityben. Három versenyszámban avattak olimpiai bajnokot. A versenyeken magyar versenyző nem vett részt.

## Éremtáblázat
(Az egyes számoszlopok legmagasabb értéke, vagy értékei vastagítással kiemelve.)
| A 2002. évi téli olimpiai játékok éremtáblázata síugrásban | A 2002. évi téli olimpiai játékok éremtáblázata síugrásban | A 2002. évi téli olimpiai játékok éremtáblázata síugrásban | A 2002. évi téli olimpiai játékok éremtáblázata síugrásban | A 2002. évi téli olimpiai játékok éremtáblázata síugrásban | Olimpia  |
| ---------------------------------------------------------- | ---------------------------------------------------------- | ---------------------------------------------------------- | ---------------------------------------------------------- | ---------------------------------------------------------- | -------- |
|                                                            | Ország                                                     | Arany                                                      | Ezüst                                                      | Bronz                                                      | Összesen |
| 1.                                                         | Svájc (SUI)                                                | 2                                                          | 0                                                          | 0                                                          | 2        |
| 2.                                                         | Németország (GER)                                          | 1                                                          | 1                                                          | 0                                                          | 2        |
|                                                            |                                                            |                                                            |                                                            |                                                            |          |
| 3.                                                         | Finnország (FIN)                                           | 0                                                          | 1                                                          | 1                                                          | 2        |
| 3.                                                         | Lengyelország (POL)                                        | 0                                                          | 1                                                          | 1                                                          | 2        |
|                                                            |                                                            |                                                            |                                                            |                                                            |          |
| 5.                                                         | Szlovénia (SLO)                                            | 0                                                          | 0                                                          | 1                                                          | 1        |
|                                                            |                                                            |                                                            |                                                            |                                                            |          |
| Összesen                                                   | Összesen                                                   | 3                                                          | 3                                                          | 3                                                          | 9        |

## Érmesek
| A 2002. évi téli olimpiai játékok érmesei síugrásban |                                                                                       |       |                                                                                              |       |                                                                               |       |
| Versenyszám                                          | Arany                                                                                 | Arany | Ezüst                                                                                        | Ezüst | Bronz                                                                         | Bronz |
| Normálsánc                                           | Simon Ammann · Svájc (SUI)                                                            | 269,0 | Sven Hannawald · Németország (GER)                                                           | 267,5 | Adam Małysz · Lengyelország (POL)                                             | 263,0 |
| Nagysánc                                             | Simon Ammann · Svájc (SUI)                                                            | 281,8 | Adam Małysz · Lengyelország (POL)                                                            | 269,7 | Matti Hautamäki · Finnország (FIN)                                            | 256,0 |
| Csapatverseny                                        | Németország (GER) · Sven Hannawald · Stephan Hocke · Michael Uhrmann · Martin Schmitt | 974,1 | Finnország (FIN) · Matti Hautamäki · Veli-Matti Lindström · Risto Jussilainen · Janne Ahonen | 974,0 | Szlovénia (SLO) · Damjan Fras · Primož Peterka · Robert Kranjec · Peter Žonta | 946,3 |